# Trzęsienie ziemi w Asam (1950)
Trzęsienie ziemi w Indiach (1950) – jedno z największych historycznie odnotowanych trzęsień ziemi. Wydarzyło się 15 sierpnia 1950 roku na pograniczu stanu Asam w północno-wschodnich Indiach i Tybetu. Jego siłę ocenia się na 8,6 magnitudy. W wyniku wstrząsu zginęło co najmniej 1526 ludzi.

## Zdarzenie
Trzęsienie ziemi wystąpiło o godzinie 19:39 czasu lokalnego, a jego epicentrum znajdowało się w górskim regionie miejscowości Rima, w powiecie Zayü, w granicach Tybetu. Wstrząsy odczuł cały wschodni i południowy Tybet (m.in. Lhasa), południowe prowincji Chin: Syczuan i Yunnan, a nawet odległa Kalkuta.
Początkowo magnitudę zdarzenia określono na 8,7. Po latach, bardziej specjalistyczne analizy zapisów utrwalonych na sejsmogramach zrewidowały tę wartość do 8,6 magnitudy.
Wibracje o największej intensywności (XI-X stopień w skali Mercallego-Cancaniego-Sieberga) zarejestrowano w indyjskim stanie Asam – w regionie miast: Sibsagar i Sadija. Tam doszło do największych zniszczeń i przekształceń krajobrazu. Prawdopodobnie właśnie dlatego – mimo że samo epicentrum mieściło się już po stronie tybetańskiej – trzęsienie to częściej utożsamiane jest z Indiami. Intensywność stopnia X zarejestrowano też w miejscowościach: Passighat, Dum Duma, Dibrugarh i North Lakhimpur. W Digboi i Galaghat był to IX stopień, w Shillong i Tezpur – VIII, a Darjeeling i Kalkucie – VI.
Obszar makrosejsmiczny objął obszar o powierzchni 1,794 miliona kilometrów kwadratowych, przy czym region rozciągający się na powierzchni 49,7 tysiąca kilometrów kwadratowych odczuł najbardziej destruktywne drgania.
Trzęsienie wygenerowało liczne – bardzo duże i obejmujące rozległe powierzchnie zboczy gór – osuwiska; zaobserwowano m.in. osuwanie (denudację) piaszczystych gleb. W gruncie otworzyło się wiele szczelin. W regionie Mendog, w wyniku jednego z takich procesów, do rzeki Brahmaputra osunęła się cała wioska Yedong.
Część z wstrząsów wtórnych (magnituda wielu sięgała lub przekraczała 6,0 stopnia) była odczuwalna na obszarze znacznie większym, niż zasadnicze trzęsienie ziemi, co wielu ówczesnych dziennikarzy wprawiło w błąd merytoryczny, wedle którego (w gazetach z tamtego okresu pojawiają się nawet stwierdzenia o "największym trzęsieniu ziemi w historii świata"). W rzeczywistości podobne różnice mogły wynikać chociażby z różnej głębokości ognisk wstrząsów wtórnych i nieco odmiennego układu skał, w którym nastąpiły.

## Skutki
Trzęsienie ziemi spowodowało ofiary śmiertelne i straty zarówno w Indiach, jak i po stronie Chin. Liczba ofiar w zależności od źródeł waha się od 1526 do 1530, nie ma jednak pewności, czy w wartości te zostały wliczone przypadki śmiertelne po stronie chińskiej oraz pośrednie ofiary trzęsienia, które utonęły w wyniku przerwania tam na rzekach, zablokowanych uprzednio osuwiskami.
Łączna liczba strat materialnych oceniana jest na ponad 25 miliardów ówczesnych dolarów amerykańskich.
Asam, Indie
W stanie Asam najbardziej dotkniętym wstrząsem obszarem okazała się dolina rzeki Brahmaputry. Był to najbardziej niszczycielski wstrząs w Indiach od 1897 roku.
Na wzgórzach Abor w okolicach miejscowości Sibsagar zniszczeniu uległo około siedemdziesięciu wsi – głównie zmiecionych przez ruchy masowe – w których zginęło 156 osób.  Osuwiska zatamowały też niektóre dopływy Brahmaputry.
Łącznie, w stanie Asam zniszczeniu uległo w przybliżeniu dwa tysiące gospodarstw i świątyń.
Tybet, Chiny
Najdotkliwiej skutki wstrząsu odczuł region miejscowości Nyingchi, Changdu i Zhamo w powiecie Zayü, gdzie walące się budynki zabiły ponad 780 osób.
Świat
Trzęsienie ziemi spowodowało powstanie licznych sejszy na największych jeziorach Norwegii i na co najmniej trzech jeziorach w Anglii.

## Powódź na rzece Subansiri
W okresie pierwszych dni po trzęsieniu w całym regionie wzrósł gwałtownie nurt rzek, znoszących z gór mnóstwo mułu, piasku, gruzu i połamanych konarów i pni drzew z powstałych osuwisk.
Schodzące w stanie Asam osuwiska zablokowały m.in. nurt rzeki Subansiri. Osiem dni po trzęsieniu ta naturalna tama pękła i doliną rzeki przetoczyła się wysoka na siedem metrów fala, zabijając w położonych nad jej brzegami wioskach 536 osób (inne źródła podają liczbę 532 ofiar).
W regionie pękła również inna tama – w dolinie Dibang – nie powodując jednak żadnych strat ani ofiar w ludziach.

## Relacja  F. Kingdona-Warda
F. Kingdon-Ward jest jednym z nielicznych uczonych, którzy z autopsji opisali trzęsienie ziemi w regionie Asam z 1950 roku. Ward – z wykształcenia botanik – znajdował się w samym jego epicentrum, w mieście Rima. W swoich późniejszych opisach relacjonował zejścia olbrzymich osuwisk w okolicznych górach, wzrost nurtów w rzekach, a także tajemnicze odgłosy – zgłuszone eksplozje, pochodzące z gór, jakie pojawiały się w krótkim czasie po trzęsieniu w promieniu ponad 1,2 tysiąca kilometrów od epicentrum – nawet w Birmie.